# 2010年亚洲运动会马来西亚代表团
2010年亚洲运动会马来西亚代表团总共有333名运动员参赛，男运动员202名，女运动员131名。

## 獎牌統計

### 獎牌榜
| 比賽項目   | 金牌 | 銀牌 | 銅牌 | 總數 |
| 壁球       | 3    | 1    | 2    | 6    |
| 空手道     | 2    | 2    | 1    | 5    |
| 保齡球     | 2    | 1    | 1    | 4    |
| 場地自行车 | 1    | 1    | 0    | 2    |
| 武術       | 1    | 0    | 1    | 2    |
| 跳水       | 0    | 4    | 5    | 9    |
| 帆船       | 0    | 2    | 1    | 3    |
| 羽毛球     | 0    | 2    | 0    | 2    |
| 藤球       | 0    | 2    | 0    | 2    |
| 馬術       | 0    | 1    | 2    | 3    |
| 台球       | 0    | 1    | 0    | 1    |
| 曲棍球     | 0    | 1    | 0    | 1    |
| 射擊       | 0    | 0    | 1    | 1    |
| 總計       | 9    | 18   | 14   | 41   |

### 奖牌获得者

#### 金牌
1. 蔡奉芸：武术 - 女子太极拳太极剑全能
2. 阿兹祖哈斯尼.阿旺：自行车-场地赛 - 男子凯琳赛
3. 洪显龙/刘健良：保龄球 - 男子双人
4. 妮科尔·安·戴维：壁球 - 女子单打
5. 阿兹兰：壁球 - 男子单打
6. 刘健良：保龄球 - 男子全能赛
7. 邱仁杰：空手道 - 男子套路个人赛
8. R普瓦尼斯华兰：空手道 - 男子55公斤以下级
9. 女子壁球队：壁球 - 女子团体

#### 银牌
1. 易卜拉欣-阿米尔：台球 - 男子美式8球单打
2. 伍安临：自行车-场地赛 - 男子凯琳赛
3. 穆罕默德-库赞德里亚：马术 - 盛装舞步个人赛
4. 李：帆船 - 男子OP级
5. 阿芬迪/赛义德	帆船 - 女子帆船420级
6. 马来西亚男子藤球队：藤球 - 男子团体
7. 古健杰/陳文宏：羽毛球 - 男子双打
8. 李宗伟：羽毛球 - 男子单打
9. 马来西亚男子保龄球队(洪显龙 沙菲克 廖健良 努尔 江永泉 祖尔马兹兰)：保龄球 - 男子五人队际赛
10. 梁敏喻/黄燕仪：跳水 - 女子双人3米跳板
11. 布賴恩·尼克松·洛馬斯/黄思良：跳水 - 男子双人10米跳台
12. 梁敏喻/潘德勒拉·丽农·帕姆格：跳水 - 女子双人10米跳台
13. 布賴恩·尼克松·洛馬斯/杨健立：跳水 - 男子双人3米跳板
14. 马来西亚男子藤球队：藤球 - 男子单组
15. 贾马丽亚：空手道 - 女子68kg以上级
16. 男子壁球队：壁球 - 男子团体
17. 男子曲棍球队：曲棍球队 - 男子团体
18. G雅密妮：空手道 - 女子61kg以下级

#### 铜牌
1. 努尔-苏里亚妮-穆罕默德-塔伊比：射击 - 女子10米气步枪
2. 戴巧玄：武术 - 女子南拳南刀全能
3. 迪亚妮、穆赫德、库赞德里亚、苏拉亚：马术 - 盛装舞步团体赛
4. 穆罕默德-穆赫德：马术 - 盛装舞步个人赛
5. 扎米勒：帆船 - 男子帆船420级
6. 刘维雯：壁球 - 女子单打
7. 王明喜：壁球 - 男子单打
8. 马来西亚女子保龄球队(谢美兰 郭雪莲 加尼 祖基菲里 哈基姆 冼丽莹)：保龄球 - 女子五人队际赛
9. 林莉莉：空手道 - 女子套路个人赛
10. 张俊虹：跳水 - 女子1米跳板
11. 杨健立：跳水 - 男子1米跳板
12. 潘德莉拉：跳水 - 女子单人10米跳台
13. 杨健立：跳水 - 男子3米跳板
14. 布賴恩·尼克松·洛馬斯：跳水 - 男子单人10米跳台